# 羅馬國家博物館

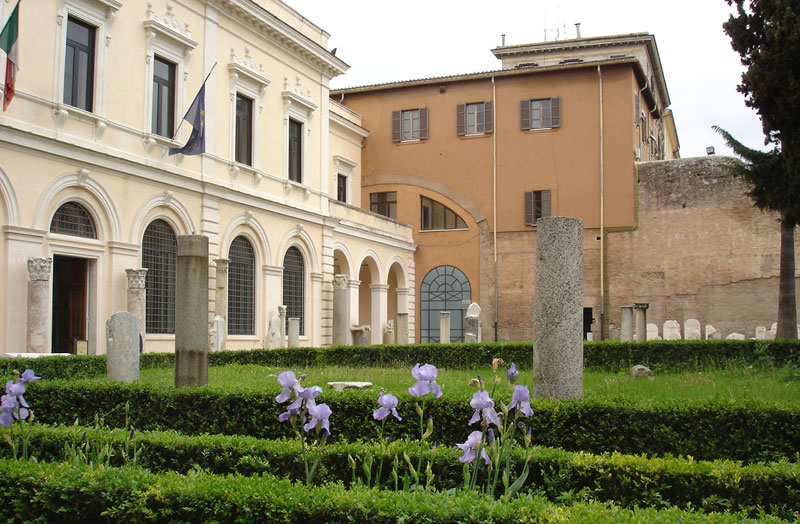
羅馬國家博物館

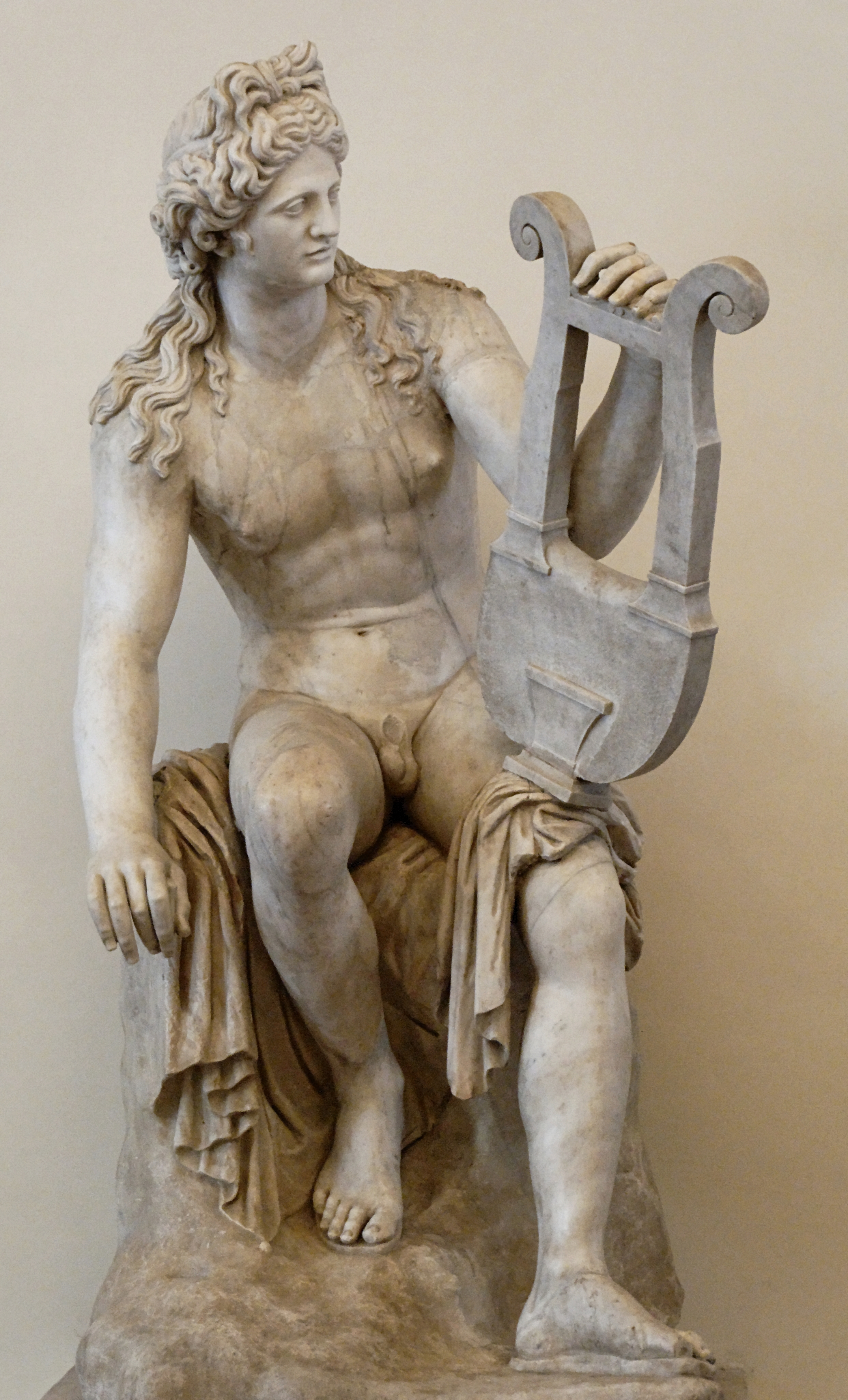
《阿波羅與七弦琴》（Apollo Citharoedus）

羅馬國家博物館（義大利語：Museo Nazionale Romano）是一个位於義大利羅馬的博物館，有四处馆址。

## 历史
創建於1889年，成立於1890年，收集的古文物主要是公元前5世紀到公元3世紀。羅馬國家博物館最早只有收藏德國耶穌會成員阿塔纳斯·珂雪的收藏品，後來在羅馬進行城市規劃期間，發現許多羅馬古文物，之後也成為羅馬國家博物館。羅馬國家博物館以16世紀米開朗基羅在戴克里先浴場外部設計的迴廊為主體，後來逐步擴增，許多收藏品放置在羅馬市內其他建築。這些建築物從1911年博覽會開始改建成博物館，在1930年代完成。

## 館址
- 戴克里先浴场（Terme di Diocleziano）
- 巴比教堂地下室（Crypta Balbi）
- 阿尔腾普斯宫（Palazzo Altemps）
- 马西莫浴场宫（Palazzo Massimo alle Terme）

## 收藏
- 《阿波羅與七弦琴》
- 《西林尼的維納斯》
- 《瓦倫蒂努斯軀幹雕像》
- 《許普諾斯頭像》
- 《花園中的阿芙羅蒂德像》
- 《自殺的高盧人》
- 《擲鐵餅者》

## 外部連結
- Roma 2000 information （页面存档备份，存于）
- Soprintendenza Archeologica di Roma information （意大利文）

Template:罗马博物馆